# 吳俊青
吳俊青（英語：Wu Chun-Ching，1988年12月18日—）臺灣臺南市人，為一位臺灣足球運動員，在足球場上司職前鋒，目前效力於台南市台灣鋼鐵足球隊。

## 生平
吳俊青，臺灣臺南市人，國小時期就讀於臺南市東區的勝利國小，並有加入該校的足球校隊，成為該校第30屆足球校隊的隊員。國中時期，吳俊青就讀於臺南市立後甲國民中學，並同樣也有加入該校足球校隊，高中時期，為了足球，因此進入到臺南當地聞名的足球勁旅高中國立北門高級中學就讀。
2009年時，吳俊青進入到國立臺灣體育大學就讀，加入臺體大足球校隊，並曾在民國101學年度時，代表臺體大出戰大專足球聯賽（UFA），而臺體大雖最後獲得當年度公開男生組第一級的季軍，然而吳俊青個人以個9球/團37球的佳績獲得當年度的銅靴獎。
2015年，吳俊青入選同年光州世界大學運動會中華臺北代表隊的名單中，並隨隊至南韓出賽。

## 職業生涯

### 俱樂部
吳俊青在臺體大就學2011年期間，因其具有國內足球前鋒罕見的180公分身高壯碩身材，並且帶球的速度和技術都很出色，除前鋒外更能在場上擔綱防守中場的站位。因此在當時龍騰盃國際足球邀請賽時受到當時中甲北京八喜足球俱樂部的球探注意到而前往中國昆明測試，然最後無簽下職業合約。
2013年，吳俊青於臺體大畢業後，便因為兵役問題進入到台灣國訓足球隊中效力。2014年從國訓退伍後，吳俊青受到當時體育總會理事長的推薦，再次前往中甲北京八喜足球俱樂部測試，惜仍無簽下職業合約。
2012年到2013年之間，吳俊青短暫加入到臺灣全國城市足球聯賽中擁有南霸天之稱的高雄市台電足球隊，並曾在2012年9月5日備戰當時亞足聯主席盃與中華臺北U22男子足球代表隊在高雄進行的友誼賽中梅開二度，使得台電隊最終以6:2獲勝，爾後吳俊青又隨隊獲得同年的城市聯賽冠軍。
2014年，吳俊青短暫來到城市聯賽中，臺北市的勁旅大同足球隊
2014年底，東亞盃結束後，同年12月，由球探鄧明輝牽線，帶領賴志宣、陳昭安、翁偉賓、陳威全、吳俊青、蘇德財等六人前往中國益陽足球訓練基地，參與中甲湖南湘濤的測試，並在測試後，與包括吳俊青在內的陳昭安、陳威全三人正式簽署職業合約。
2015年底，因湖南湘濤進行球隊陣容調整導致吳俊青與陳威全兩人遭到湖南湘濤解約回到臺灣。
2017年2月，傳吳俊青將與泰乙聯賽（Thai League 3（Thai: ไทยลีก 3））的Banbueng Football Club簽約，Banbueng Football Club的官方粉絲頁與泰乙聯賽官網也確認此消息，吳俊青為台灣首位挑戰泰國當地職業聯賽的球員。
2017年7月，吳俊青個人臉書粉絲專頁宣布退出Banbueng Football Club，原因是球隊經理長期積欠球員薪資，溝通、生活環境及醫療防護上亦無妥善的安排。
2018年，離開泰乙聯賽的吳俊青，返回台灣加盟台灣企業甲級足球聯賽的台南市足球隊。

### 國家隊
吳俊青首次代表中華臺北男子足球隊出戰國際比賽是在2010年10月8日與澳門足球代表隊的友誼賽。而其首次進球是在2011年的第三屆龍騰盃國際邀請賽對上澳門時取得他的一次國家隊進球，後在2015年9月8日，2018年世界盃資格賽亞洲區第二輪中華臺北主場對上越南國家足球隊時在62分鐘替補上場，後在比賽第83分鐘時以頭槌頂進一球，使得原先落後一分的中華臺北扳平比分，惜最後仍以2:1落敗。

## 國家隊生涯統計
| 中華台北                | 中華台北 | 中華台北 | 中華台北 |
| 年度                    | 出賽     | 進球     | 參考     |
| ----------------------- | -------- | -------- | -------- |
| 2010                    | 4        | 0        | [ 16 ]   |
| 2011                    | 11       | 1        | [ 16 ]   |
| 2012                    | 1        | 0        | [ 16 ]   |
| 2013                    | 0        | 0        | [ 16 ]   |
| 2014                    | 2        | 0        | [ 16 ]   |
| 2015                    | 5        | 1        | [ 16 ]   |
| 2016                    | 10       | 4        | [ 16 ]   |
| 2017                    | 5        | 0        | [ 16 ]   |
| 2018                    | 4        | 1        | [ 16 ]   |
| 2019                    | 8        | 1        | [ 16 ]   |
| 2021                    | 5        | 1        | [ 16 ]   |
| 2022                    | 1        | 0        | [ 16 ]   |
| 2023                    | 2        | 0        | [ 16 ]   |
| 總計                    | 58       | 9        | [ 16 ]   |
| 最後更新於2023年6月19日 |          |          |          |

## 國家隊進球紀錄
| 進球紀錄 | 日期           | 地點                                    | 對手     | 比分 | 賽果 | 比賽類型                       |
| -------- | -------------- | --------------------------------------- | -------- | ---- | ---- | ------------------------------ |
| 1        | 2011年9月30日  | 臺灣高雄市國家體育場                    | 澳門     | 3-0  | 3-0  | 友誼賽                         |
| 2        | 2015年9月8日   | 臺灣臺北市臺北田徑場                    | 越南     | 1-1  | 1-2  | 2018年世界盃資格賽亞洲區第二輪 |
| #        | 2016年3月19日  | 臺灣台北田徑場                          | 關島     | 2-2  | 3-2  | 友誼賽                         |
| 3        | 2016年3月24日  | 越南河內美亭國家體育場                  | 越南     | 1-0  | 1-4  | 2018年世界盃資格賽亞洲區第二輪 |
| #        | 2016年6月30日  | 關島迪迪多關島足球協會國家訓練中心      |          | 1-0  | 8-1  | 2017年東亞盃第一輪             |
| #        | 2016年6月30日  | 關島迪迪多關島足球協會國家訓練中心      |          | 5-0  | 8-1  | 2017年東亞盃第一輪             |
| 4        | 2016年10月8日  | 臺灣高雄市國家體育場                    | 东帝汶   | 1-1  | 2-1  | 2019年亞洲盃資格賽附加賽       |
| 5        | 2016年10月8日  | 臺灣高雄市國家體育場                    | 东帝汶   | 2-1  | 2-1  | 2019年亞洲盃資格賽附加賽       |
| 6        | 2016年11月12日 | 香港旺角大球場                          | 關島     | 1-0  | 2-0  | 2017年東亞盃第二輪             |
| 7        | 2018年9月7日   | 臺灣臺北市臺北田徑場                    | 马来西亚 | 1-0  | 2-0  | 友誼賽                         |
| 8        | 2019年6月6日   | 臺灣高雄市國家體育場                    | 尼泊尔   | 1-0  | 1-1  | 友誼賽                         |
| 9        | 2021年6月15日  | 科威特科威特城賈比爾·艾哈邁德國際體育場 | 科威特   | 1-1  | 1-2  | 2022年世界盃資格賽亞洲區第二輪 |

## 資料來源
1. 1 2 3 4 5  . 足巢.   [2015-11-07]. （原始内容存档于2016-03-05） （中文（臺灣））.
2. 1 2  李弘斌. . 中時電子報. 2015年1月3日  [2015-11-07]. （原始内容存档于2016-03-06） （中文（臺灣））.
3. 1 2 3 4 5 6  郭文吉 張緯中. . 雙子星有線電視. 2014-07-10  [2015-11-07] （中文（臺灣））.[]
4. ↑  臺南市東區勝利國小足球隊-勝利小英雄. . Facebook. 2014年12月19日  [2015-11-07] （中文（臺灣））.
5. ↑  . SSU大專學生運動網. 2012-03-06  [2015-11-07]. （原始内容存档于2016-03-04） （中文（臺灣））.
6. ↑  . SSU大專學生運動網.   [2015-11-07]. （原始内容存档于2016-09-11） （中文（臺灣））.
7. ↑  張克銘. . 東森新聞. 2015-07-02  [2015-11-07]. （原始内容存档于2017-07-19） （中文（臺灣））.
8. ↑  李弘斌. . Yahoo新聞. 2011年12月18日  [2015-11-07]. （原始内容存档于2016-03-16） （中文（臺灣））.
9. 1 2 3  張克銘. . 東森運動雲. 2014年12月19日  [2015-10-22]. （原始内容存档于2017-04-02） （中文（臺灣））.
10. ↑  . 中華民國足球協會. 2012-09-06  [2015-11-07]. （原始内容存档于2012-11-18） （中文（臺灣））.
11. ↑  魏立信. . 東森新聞. 2015-12-15  [2016-10-12]. （原始内容存档于2017-07-13） （中文（臺灣））.
12. ↑  .   [2019-12-27]. （原始内容存档于2017-02-06）.
13. ↑  張育嘉. . 今日新聞. 2018-01-28  [2018-08-16]. （原始内容存档于2018-08-16） （中文（臺灣））.
14. ↑  . national-football-teams.   [2015-11-07]. （原始内容存档于2020-04-12） （英语）.
15. ↑  張克銘. . 東森新聞. 2015-09-08  [2015-11-07]. （原始内容存档于2021-05-08） （英语）.
16. ↑  .   [2015-11-07]. （原始内容存档于2020-04-12）.